# Dušan Marković
Dušan Marković, (nell'alfabeto cirillico serbo Душан Mapкoвић) (Krčedin, 9 marzo 1906 – Novi Sad, 29 novembre 1974), è stato un calciatore jugoslavo.

## Carriera
In carriera, Marković giocò per alcune squadre jugoslave e terminò l'attività professionistica nel Grenoble, in Francia.
Prese parte al Mondiale 1930 con la Nazionale jugoslava, senza però giocare alcuna partita. L'unica partita giocata in Nazionale fu un'amichevole disputata a Praga nel 1932 contro la Cecoslovacchia vinta per 2-1 dagli slavi meridionali.